# Petrovička
Petrovička este o arie protejată (arie specială de conservare — SAC, sit de importanță comunitară — SCI) din Slovacia întinsă pe o suprafață de 17,01 ha, integral pe uscat.

## Localizare
Centrul sitului Petrovička este situat la coordonatele 49°17′37″N 18°29′44″E / 49.293611°N 18.495556°E.

## Înființare
Situl Petrovička a fost declarat sit de importanță comunitară în octombrie 2011 pentru a proteja 8 specii de animale. Situl a fost protejat și ca arie specială de conservare în august 2011.

## Biodiversitate
Situată în ecoregiunea alpină, aria protejată conține 2 habitate naturale: Liziere de ierburi înalte hidrofile de câmpie și de nivel montan până la alpin, Păduri aluvionare cu Alnus glutinosa și Fraxinus excelsior (Alno-Padion, Alnion incanae, Salicion albae).
La baza desemnării sitului se află mai multe specii protejate:
- păsări (5): pescăruș albastru (Alcedo atthis), barză neagră (Ciconia nigra), mierla de apă (Cinclus cinclus), codobatură galbenă (Motacilla alba), codobatură de munte (Motacilla cinerea)
- amfibieni (1): izvoraș-cu-burta-galbenă (Bombina variegata)
- mamifere (1): vidră de râu (Lutra lutra)
- pești (1): zglăvoacă (Cottus gobio)

Pe lângă speciile protejate, pe teritoriul sitului au mai fost identificate 1 specie de plante.